# セルビア語キリル・アルファベット
セルビア語キリル・アルファベット（セルビアごキリル・アルファベット、セルビア語: српска ћирилица / srpska ćirilica、発音: [sr̩̂pskaː ʨirǐliʦa]）は、セルビア語のキリル文字による表記に用いるアルファベットであり、1818年にヴーク・カラジッチによって定められた。現代セルビア語の表記にはこのセルビア語キリル・アルファベットを用いる表記法と、ガイ式ラテン・アルファベットを用いる表記法が併用されている。セルビアでは2006年にキリル・アルファベットが国家の公式のアルファベットと定められた。
ヴーク・カラジッチは、ヨハン・アデルングの「話した通りに書き、書いてある通りに読む。」という考え方に基づき、キリル文字を土台としたセルビア語の表記法を考案した。このカラジッチの考案したセルビア語キリル・アルファベットは、リュデヴィト・ガイが考案したセルビア語ラテン・アルファベットと1対1で完全に対応している（ガイ式アルファベットに含まれる二重音字Lj、Nj、Džはそれぞれ1文字とみなされる）。
ラテン・アルファベットと比べるとキリル・アルファベットはより伝統的なものとみなされており、セルビアなどで公式の文字として法定されている。20世紀にはラテン・アルファベットの使用が拡がり、ラテン・アルファベットの使用も多い。
マケドニア共和国のクルステ・ミシルコフやヴェンコ・マルコフスキによってセルビア語キリル・アルファベットに手を加えたものが、セルビア語キリル・アルファベットとして使用されている。

## 現代のセルビア語キリル・アルファベット
下記の表はセルビア語キリル・アルファベットと対応するセルビア語ラテン・アルファベット、国際音声記号（IPA）による音価を示す
| キリル文字 | 対応するラテン文字 | IPAによる音価 |
| ---------- | ------------------ | ------------- |
| А а        | A a                | [a]           |
| Б б        | B b                | [b]           |
| В в        | V v                | [ʋ]           |
| Г г        | G g                | [ɡ]           |
| Д д        | D d                | [d]           |
| Ђ ђ        | Đ đ                | [dʑ]          |
| Е е        | E e                | [ɛ]           |
| Ж ж        | Ž ž                | [ʒ]           |
| З з        | Z z                | [z]           |
| И и        | I i                | [i]           |
| Ј ј        | J j                | [j]           |
| К к        | K k                | [k]           |
| Л л        | L l                | [l]           |
| Љ љ        | Lj lj              | [ʎ]           |
| М м        | M m                | [m]           |
| Н н        | N n                | [n]           |
| Њ њ        | Nj nj              | [ɲ]           |
| О о        | O o                | [ɔ]           |
| П п        | P p                | [p]           |
| Р р        | R r                | [r]           |
| С с        | S s                | [s]           |
| Т т        | T t                | [t]           |
| Ћ ћ        | Ć ć                | [tɕ]          |
| У у        | U u                | [u]           |
| Ф ф        | F f                | [f]           |
| Х х        | H h                | [x]           |
| Ц ц        | C c                | [ts]          |
| Ч ч        | Č č                | [tʃ]          |
| Џ џ        | Dž dž              | [dʒ]          |
| Ш ш        | Š š                | [ʃ]           |

## 歴史

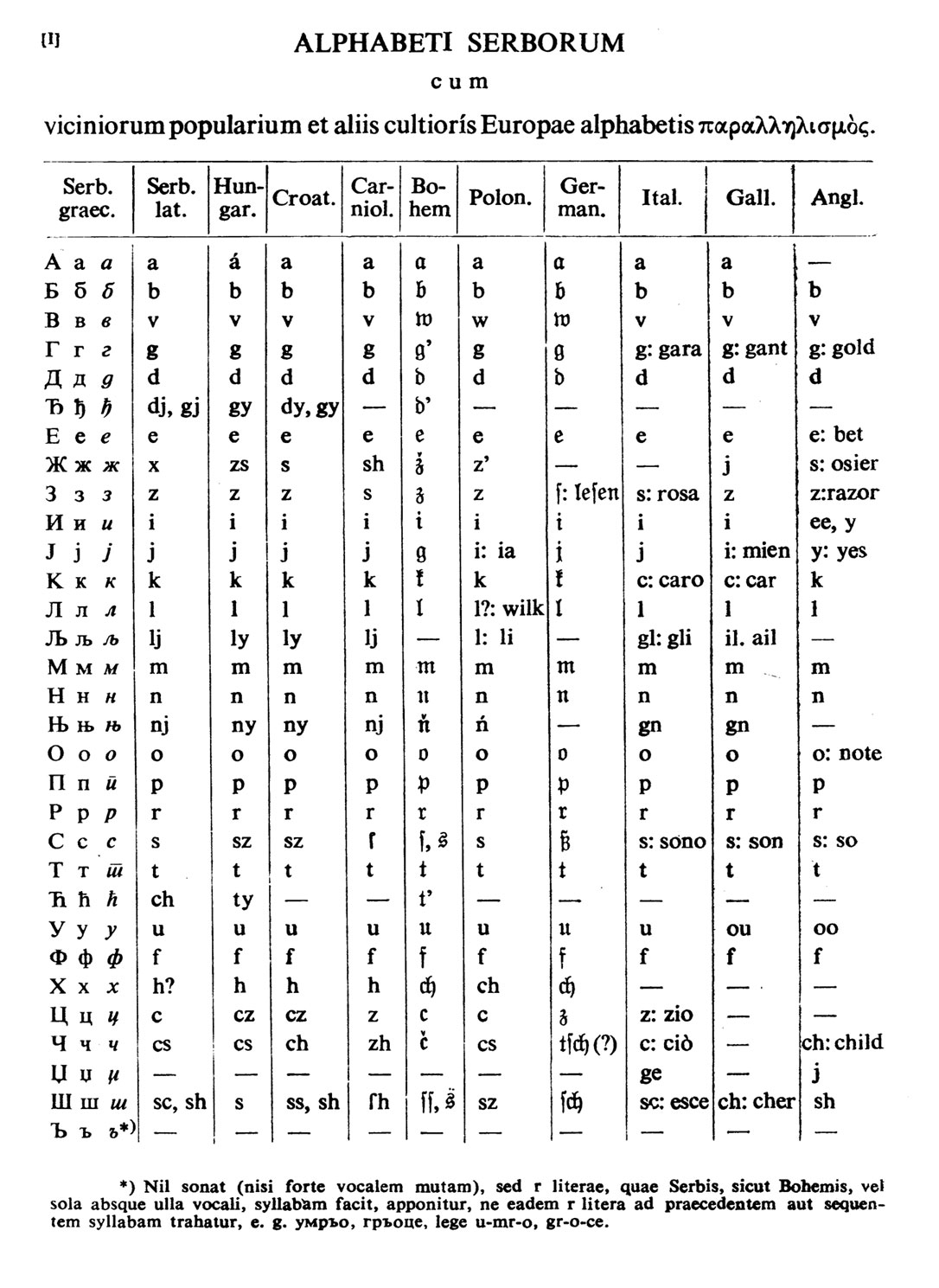
ヴーク・カラジッチの「Srpske narodne pjesme（セルビア民衆詩歌集）」（1841年、ウィーン）より、「ヨーロッパ諸言語の表記法対照表」にみられるセルビア語キリル・アルファベット

東ローマ帝国よりスラヴ人にキリスト教を布教するために、キリルとメフォディの兄弟がスラヴ語による聖書を用いた860年代以降、スラヴ語の表記にはグラゴル文字やキリル文字が用いられるようになった。グラゴル文字はキリル文字より古く、ギリシャ文字にない音を表すためにキリルによって整備されたものである。キリル文字を考案したのはキリルではなくその弟子たちであり、おそらく890年代にプレスラフ文学学校で作り出されたものと考えられている。
初期のキリル文字アルファベットはウスタヴ（ustav）と呼ばれ、ギリシャ文字のアンシアル書体を基にし、ギリシャ文字にない子音は合字やグラゴル文字からの転用により補ったものと考えられている。このアルファベットには大文字と小文字の区別は存在しなかった。文語体のスラヴ語は、この当時のテッサロニキ周辺のスラヴ語方言から成り立っている。
中世のセルビアにおいてキリル文字で記された書物には次のようなものがある:
- カリエス・ティピコン（英語版）、1199年、サワによるティピコン（英語版）
- ストゥデニツァ・ティピコン（英語版）, 1208年、サワによるティピコン（英語版）
- ブラトコ月課経（英語版）、1234年の月課経（英語版）
- ドラゴリ法典（英語版）、1259年の装飾写本
- ベオグラード聖書日課（英語版）、13世紀の聖書日課
- ヴカン福音経（英語版）、13世紀の装飾写本
- 聖サワの聖規則（英語版）、13世紀のサワによるノモカノン（聖規則）
- 聖人伝、13世紀のサワによるもの
- ドゥシャン法典、1349年のステファン・ウロシュ4世ドゥシャンによる法典
- ニコラ福音経（英語版）、1350年の著書
- ラドスラヴ福音経（英語版）、1429年の装飾写本
- オクトイフ（英語版）、1494年の聖詠

### カラジッチの文字改革

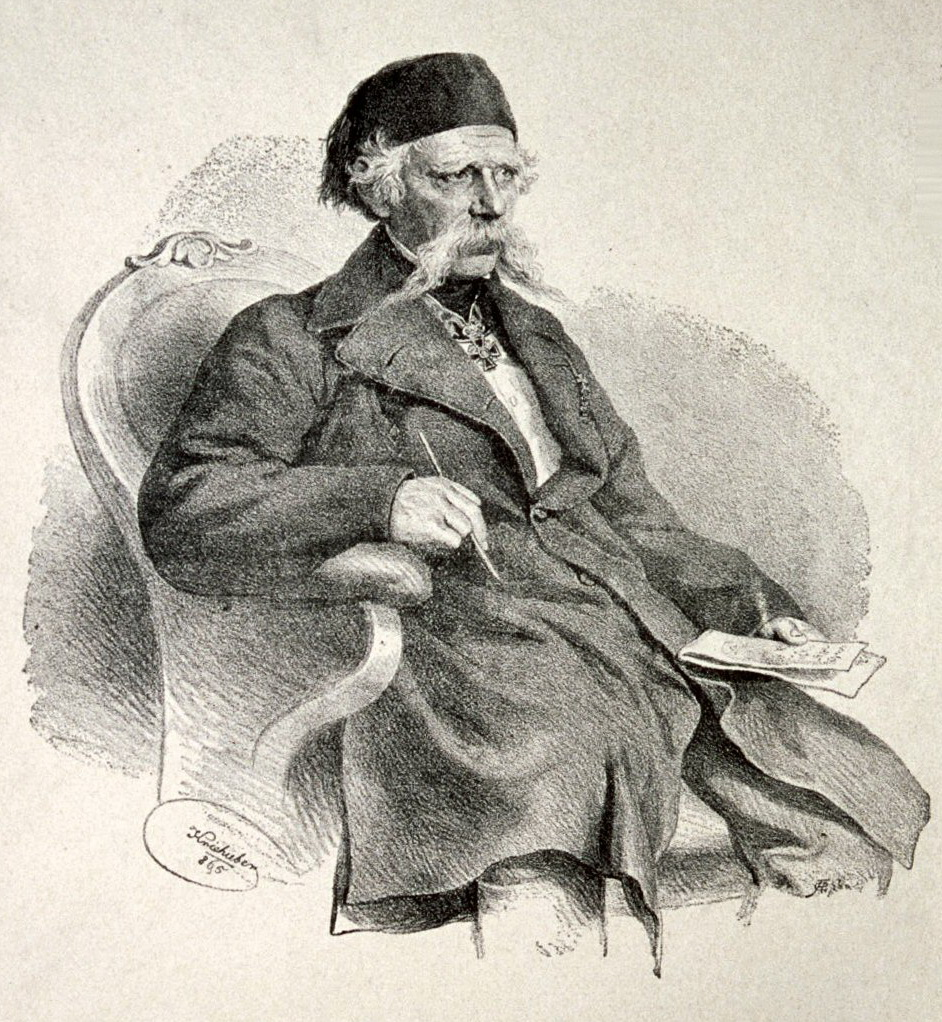
ヴーク・カラジッチ

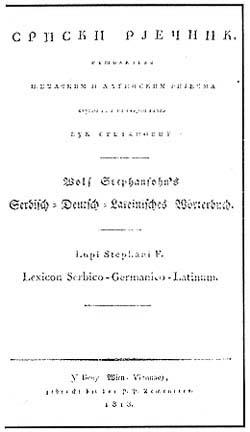
ヴーク・カラジッチによる1818年の『セルビア語辞典』

ヴーク・ステファノヴィッチ・カラジッチ（1787年 - 1864年）は第一次セルビア蜂起中の1813年にウィーンに移住した。ウィーンでスラヴ学に関心を持つ学者・イェルネイ・コピタルと出会う。カラジッチによるセルビア語とその文字改革は、コピタルやサヴァ・ムルカリの支援の下で進められた。1818年にカラジッチは『セルビア語辞典』を刊行、新しいアルファベットによる体系を完成させた。
カラジッチによるセルビア語改革とセルビア語キリル・アルファベットの制定は、「1音素1文字」の原則に厳格にのっとったものであり、ドイツ語における取り組みやヤン・フスのチェコ語アルファベットの影響を受けたものであった。カラジッチによるセルビア語文語改革はセルビア語の現代化を進め、典礼用の教会スラヴ語から距離を置き、逆に民衆が日常的に口にする言葉に近づけるもので、特にカラジッチが母語として話していたヘルツェゴヴィナ東部の方言に基づくものであった。1850年のウィーン文語協定は、セルビア人、クロアチア人の文章語の統一と協力をうたった協定であり、ヴーク・カラジッチはジュロ・ダニチッチとともにセルビア人として同協定に署名した。カラジッチはまた、新約聖書を現代セルビア語に訳し、1868年に出版した。
カラジッチは1814年に『スラヴ・セルビア民衆詩歌集』および『セルビア語文法』を出版、1815年および1818年にも著書を出版しているが、このときはカラジッチの文字改革はまだ完成をみておらず、これらの中でЮ、Я、Ы、Ѳといった文字を使用している。また、1815年の著書ではѢの使用を復活している。
カラジッチによるキリル・アルファベットは、以下の文字より構成される。
古くからのキリル文字から採用された以下の24文字:
| А а 、 Б б 、 В в 、 Г г 、 Д д 、 Е е 、 Ж ж 、 З з、 И и 、 К к 、 Л л 、 М м 、 Н н 、 О о 、 П п 、 Р р、 С с 、 Т т 、 У у 、 Ф ф 、 Х х 、 Ц ц 、 Ч ч 、 Ш ш |

ラテン文字から採用された1文字:
| Ј ј |

新たに造られた5文字:
| Љ љ 、 Њ њ 、 Ћ ћ 、 Ђ ђ 、 Џ џ |

また、以下の文字は旧来のキリル文字から除かれた:
| Ѥ ѥ（је）、 Ѣ, ѣ（јат）、 І ї（и）、 Ы ы（јери, тврдо и）、 Ѵ ѵ（и）、 Ѹ ѹ（у）、 Ѡ ѡ（о）、 Ѧ ѧ（ен）、 Я я（ја）、 Ю ю（ју）、 Ѿ ѿ（от）、 Ѭ ѭ（јус）、 Ѳ ѳ（т）、 Ѕ ѕ（дз）、 Щ щ（шч）、 Ѯ ѯ（кс）、 Ѱ ѱ（пс）、 Ъ ъ（тврди полуглас）、 Ь ь（меки полуглас） |

### オーストリア＝ハンガリー帝国での扱い
1914年10月3日、および10月13日に発布された命令により、クロアチアにおけるセルビア語キリル文字の使用は、宗教的な使用を除いて禁止された。また、公的機関でキリル文字を使用する権利を廃止する法が1915年1月3日に可決された。さらに1915年10月25日にはオーストリア領のボスニア・ヘルツェゴビナにおいても「セルビア正教会の活動範囲外で」キリル文字を使用することが禁じられた。

### ユーゴスラビアでの扱い
1918年に成立したセルビア人・クロアチア人・スロベニア人王国（ユーゴスラビア王国）において、キリル文字はラテン文字とともにセルビア・クロアチア語の公式の文字とされた。
1990年代にユーゴスラビア社会主義連邦共和国が崩壊すると、セルビア・クロアチア語は民族ごとに別言語として分け隔てられ、クロアチアではキリル文字は公式のものではなくなった。一方、ボスニア・ヘルツェゴビナ、モンテネグロおよびセルビアでは公式の文字としてキリル文字を使用し続けている。なお、スロベニアおよびマケドニア共和国ではセルビア・クロアチア語は公用語とされていなかった。
2006年のセルビア憲法では、キリル文字はセルビア共和国で唯一の公式の文字とされた。

## 特殊な文字
2つの合字・Љ、Њ、ならびにЏ、Ђ、Ћの計5文字は、セルビア語の表記のために新たに造られた文字である。
- Љ（Lj）およびЊ（Nj）は、ヴーク・カラジッチがサヴァ・ムルカリ（英語版）のデザインに基づき、Л（L）およびН（N）とЬ（軟音記号）を合成して造られた。
- Џは、ルーマニア語キリル・アルファベット（英語版）より導入された[要出典]。
- Ћは無声歯茎硬口蓋破擦音（[tɕ]）を表すために導入されたもので、12世紀のグラゴル文字の「ジェルヴ」が導入された。この文字は12世紀以降、[ɡʲ]、[dʲ]、[dʑ]を表すものとしてセルビア語の記述に現れる。
- Ђは、Ћをもとにしたルキヤン・ムシツキ（英語版）のデザインに基づく。
- Јはラテン文字より導入された。

Љ、Њ、およびЏは、後にマケドニア語アルファベットにも導入された。

## 他のキリル文字との差異

斜体ではない一般的なキリル文字（左）、ロシア式の斜体（中）、セルビア式の斜体（右）。上から順に、b、g、d、p、tに対応する。г以外のセルビア式の斜体は、ロシアにおいても受容可能なものである

セルビア語のキリル・アルファベットでは、他のスラヴ語派のキリル文字の一部を使用していない。セルビア語には硬音記号（ъ）、軟音記号（ь）は用いられず、軟音記号を合字として取り込んだЉやЊがあるのみである。また、ロシア語やベラルーシ語などで用いられるЭや半母音のЙやЎ、軟母音のЯ（ya）、Є（ye）、Ї（yi）、Ё（yo）、Ю（yu）は用いられず、軟母音は2文字にわけてそれぞれЈа、Је、Ји、Јо、Ју、半母音はЈと書かれる。Щも用いられず、発音によってШч、あるいはШтと表記される。
セルビア語とマケドニア語のイタリック体や筆記体は、小文字のб、п、г、д、тの5文字で他の多くの言語で用いられるものと異なっている（ただし、マケドニア語の筆記体ではшの斜体において下部に線をひかない）。このことはUnicodeの構築にあたって障害となった。これらの文字は斜体のときのみ字形が異なり、斜体ではないときには同じ文字となり、同じコードを使用していた。セルビア語のために独自に構築したフォントセットによってこの問題の解決が試みられたが、汎用的なコンピュータではセルビア語よりも東スラヴ語派の字形が収蔵されている。